# Psilocybe subaeruginosa
Psilocybe subaeruginosa es una especie de hongo psilocibio de la familia Hymenogastraceae del orden Agaricales. Es una seta psicodélica de Australia, que tiene la psilocibina y la psilocina como principales compuestos activos. Descrita por primera vez en 1927 por el micólogo australiano John Burton Cleland,  es colocado en la sección Cyanescens, que incluye Psilocybe cyanescens.
Los estudios de morfología comparativa el análisis de isoenzimas y métodos de apareamiento de compatibilidad han demostrado que P. australiana, P. eucalypta y P. tasmaniana son sinónimos de esta especie. Sin embargo otros estudios han rechazado la propuesta de la sinonimia con P. tasmaniana basados en las diferencias en el hábitat y caracteres microscópicos.

## Descripción
Psilocybe subaeruginosa posee un sombrero higrófano cónico color marrón-café con márgenes estriados cuando está húmedo. El hongo cuando está fresco si es lesionado produce unas marcas o moretones azulados o de un azul verdoso, color que permanece visible luego del secado. Su estipe es blanco cuando no es manipulado amoratándose fácilmente. El sombrero generalmente mide de 1–6 cm de diámetro, y a menudo con un ligero umbo. Las láminas son adnatas, de color marrón claro a un marrón oscuro púrpura en la madurez con los bordes más claros. No está presente el anillo y las esporas son de un marrón-púrpura.
Microscópicamente, la especie se caracteriza por las esporas elípticas y lisas que miden 14 x 7mm. El estipe es de 4,5 a 12 cm de largo y 0,2 a 0,4 cm de grueso color blanco finamente estriada ligeramente ampliada cerca de la base. Con un velo blanco parcial que pronto desaparece y a menudo deja huellas en la parte superior del tallo. El olor y el gusto es farináceo

## Distribución y hábitat
Psilocybe subaeruginosa crece solitario en los restos de la madera, como astillas de madera en las zonas urbanas y los residuos leñosos de los bosques y jardines. Es común en algunas partes del sur de Australia y Nueva Zelanda,  de abril a agosto.

## Galería
Todas las imágenes son de P. subaeruginosa.

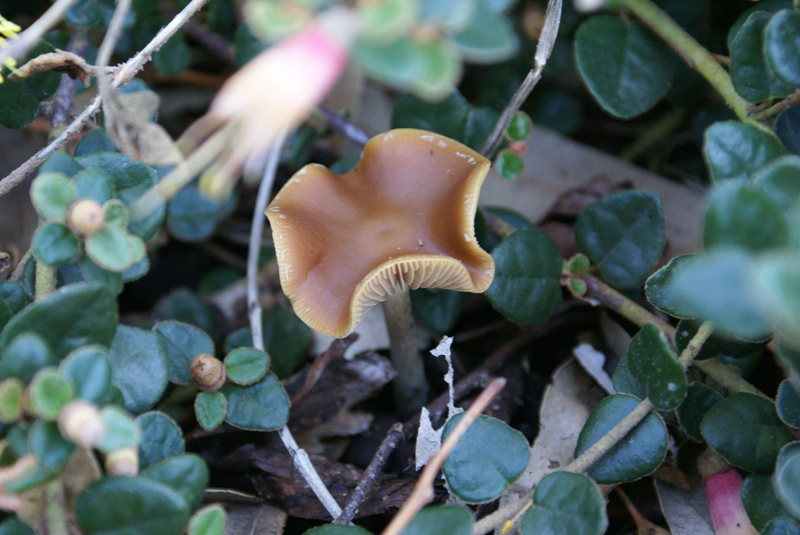
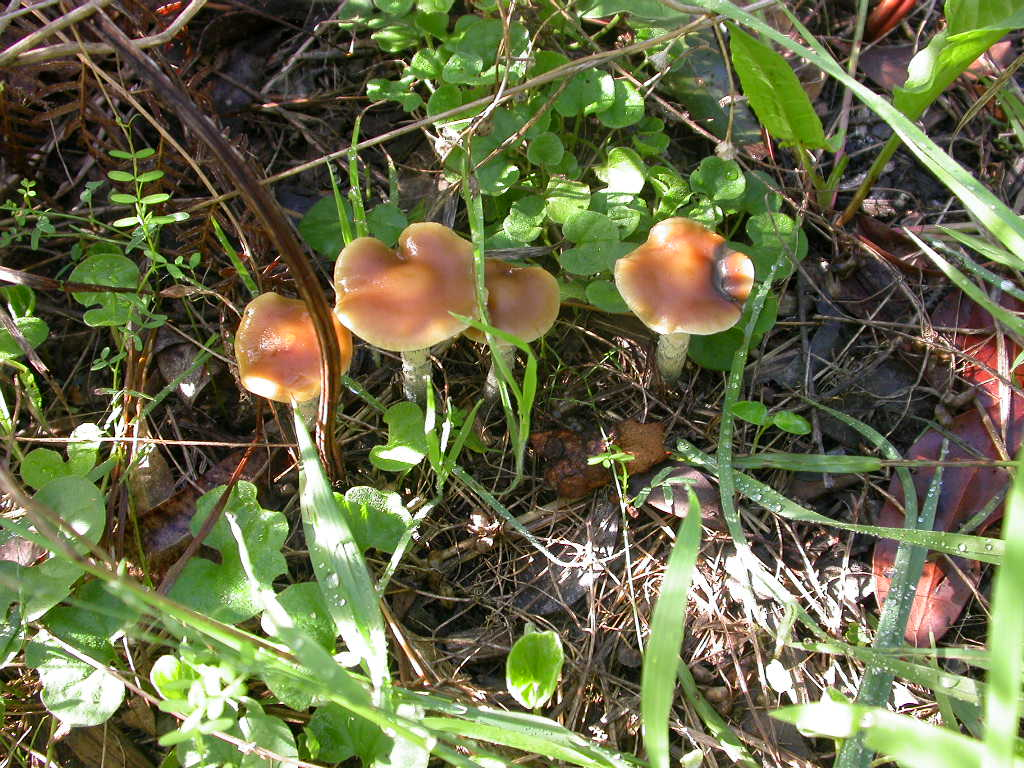
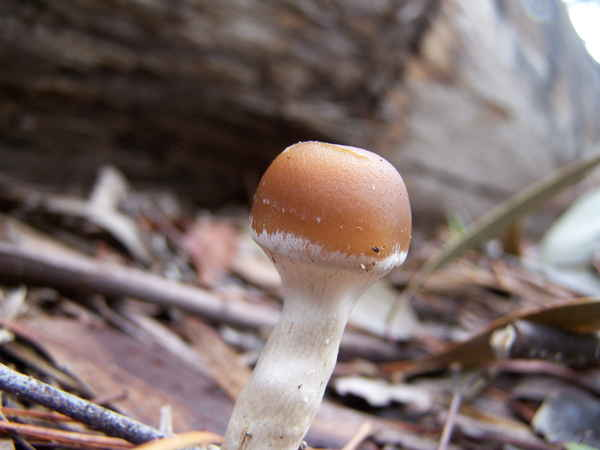
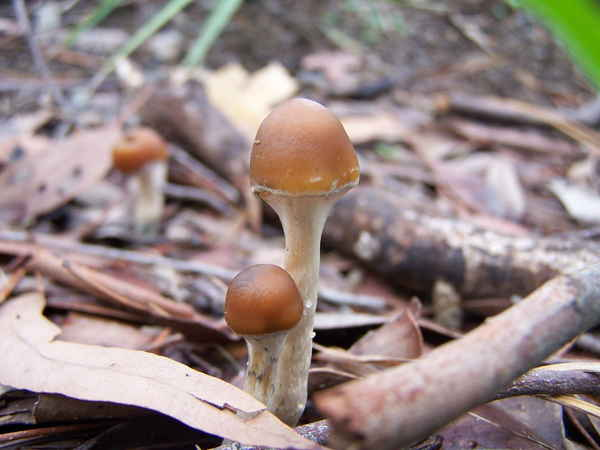
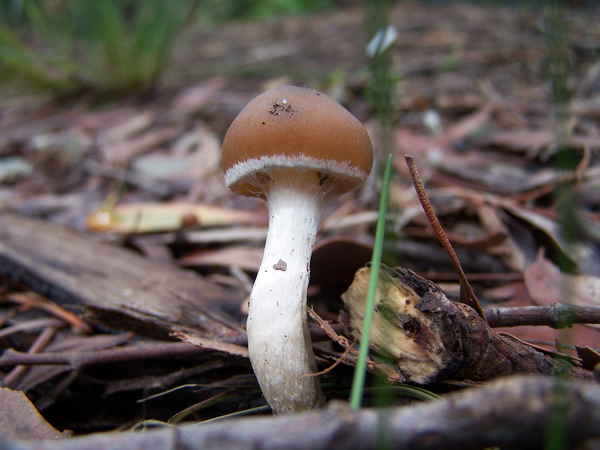
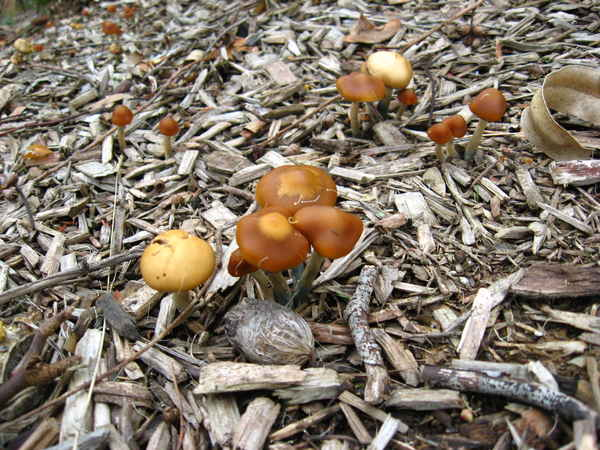
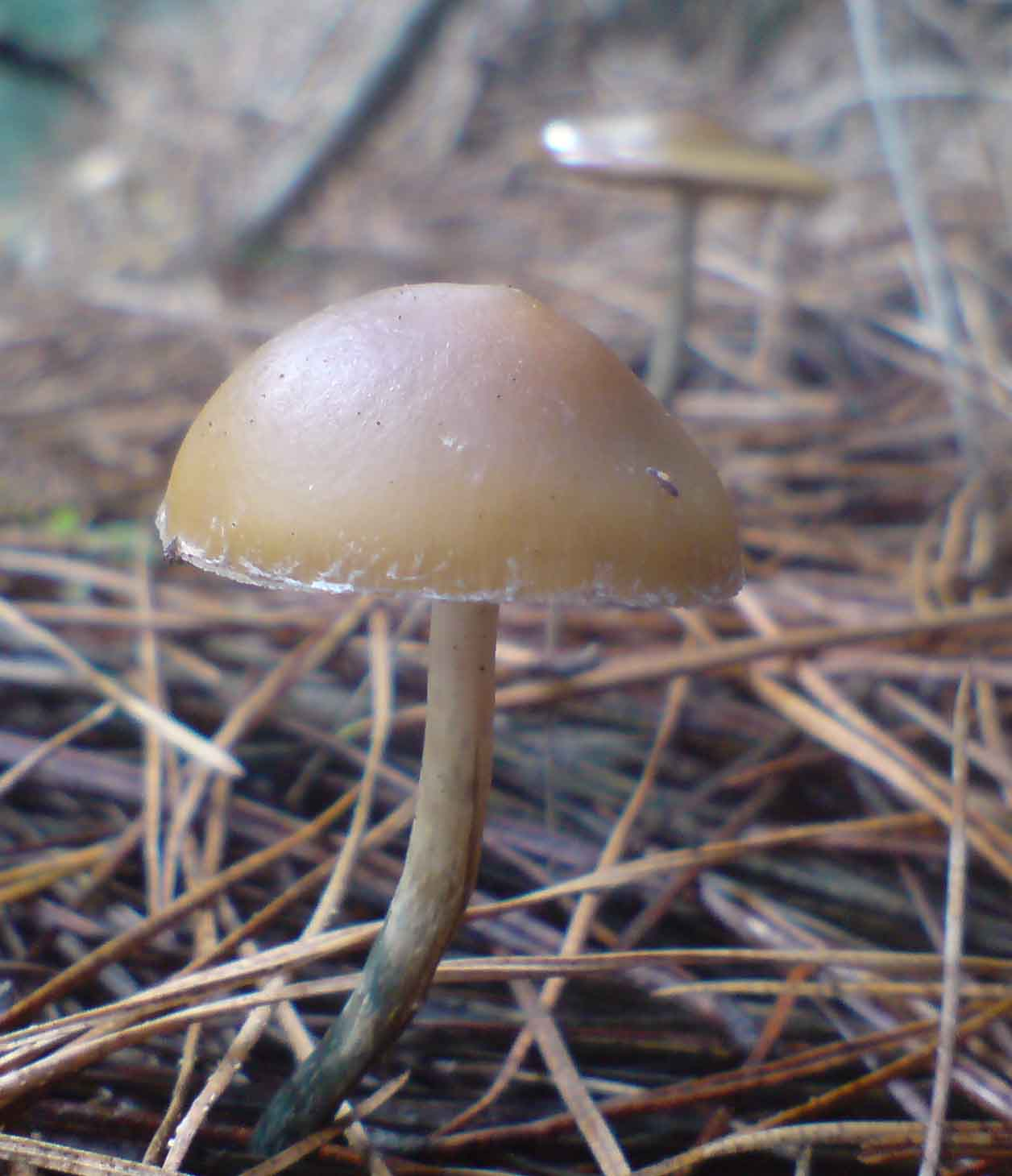
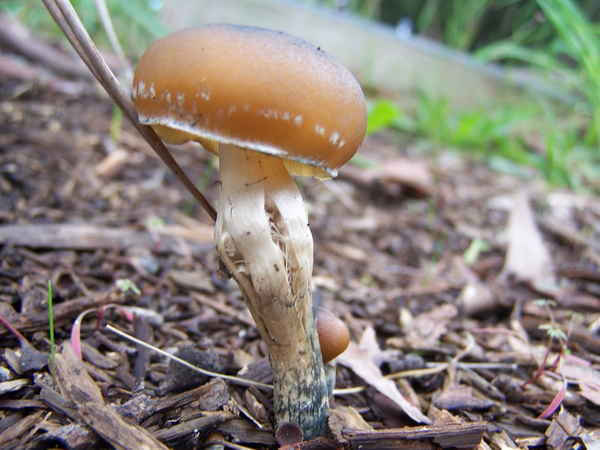